# Ralph Held
Ralph Karlheinz Held (* 28. November 1957 in Aachen) ist ein deutscher Basketballfunktionär und -trainer.

## Laufbahn
Held spielte Basketball bei der BG Aachen, die höchste Herren-Spielklasse, die er während seiner Karriere erreichte, war die Regionalliga. Während seines Lehramtsstudiums (Fächer: Englisch und Sport) war er zudem als Basketballtrainer im Jugend- und Herrenbereich tätig. Nach dem Studium wurde Held als Gymnasiallehrer tätig.
Über den Zwischenhalt BBF Kordel kam Held 1995 zum Bundesligisten TVG Trier, wo er Assistent von Cheftrainer Don Beck wurde. 1998 und 2001 wurde er mit den Moselanern DBB-Pokalsieger. Im Jahr 2002 war Held zusätzlich ebenfalls unter Beck Co-Trainer der luxemburgischen Nationalmannschaft.
Er blieb in Trier bis 2002 im Amt und wechselte im Vorfeld des Spieljahres 2002/03 zusammen mit Beck zum Bundesliga-Konkurrenten EWE Baskets Oldenburg. Auch bei den Niedersachsen arbeitete Held als Co-Trainer, 2009 trug er auf diese Weise zum Gewinn der deutschen Meisterschaft bei. Als Predrag Krunić im März 2012 in Oldenburg entlassen wurde, sprang Held bis Saisonende als Cheftrainer ein. 2015 gewann er mit den Niedersachsen den deutschen Pokalwettbewerb. Neben seiner Tätigkeit als Co-Trainer der Bundesliga-Mannschaft leitete Held in Oldenburg die Nachwuchsarbeit und baute Strukturen auf, die unter anderem die Grundlage für den zweimaligen Gewinn des Meistertitels in der 2. Bundesliga ProB (2014 und 2015) durch die Nachwuchsfördermannschaft Baskets Akademie Weser-Ems/Oldenburger TB („BAWE/OTB“) legten. 2015 war sein Sohn Christian Held Trainer der Meistermannschaft von „BAWE/OTB“.
Held verließ Oldenburg im Sommer 2015 und trat am 1. Oktober 2015 beim Deutschen Basketball Bund die Stelle als Sportdirektor an, welche er bis Ende Mai 2019 innehatte. Am 1. Juli 2019 trat Held das Amt des Geschäftsführers des Basketball-Regionalligisten MTB Baskets Hannover an. Zur Saison 2021/22 wechselte Held zum Zweitligisten Rostock Seawolves, wurde dort Assistenztrainer unter seinem Sohn Christian sowie leitend in der Nachwuchsarbeit tätig. Auch sein Sohn Florian wurde Basketballtrainer: Im November 2021 trafen Christian und Ralph Held in einem Zweitligaspiel mit Rostock auf Paderborn, das zu diesem Zeitpunkt übergangsweise von Co-Trainer Florian Held betreut wurde. Im Mai 2022 gelang Held als Co-Trainer seines Sohnes Christian mit der Rostocker Mannschaft der Bundesliga-Aufstieg. Ralph und Christian Held arbeiteten bis zum Ende des Spieljahres 2023/24 in Rostock.
Nach seiner Zeit in Mecklenburg-Vorpommern ging Held nach Trier zurück, um bei den Gladiators Trier mit Dienstbeginn 1. Juni 2024 das Amt des Sportlichen Leiters anzutreten. Auf diese Weise war er daran beteiligt, dass die Moselaner in der Saison 2024/25 den Zweitligameistertitel gewannen und in die Bundesliga aufstiegen.